# Nisi Daigo
Nisi Daigo (Szapporo, 1987. augusztus 28. –) japán válogatott labdarúgó, a Vissel Kobe játékosa.

## Nemzeti válogatott
A japán válogatottban 2 mérkőzést játszott.

## Statisztika
| Japán válogatott | Japán válogatott | Japán válogatott |
| Időszak          | Mérk.            | gól              |
| ---------------- | ---------------- | ---------------- |
| 2011             | 1                | 0                |
| 2019             | 1                | 0                |
| Összesen         | 2                | 0                |